# Liste der Einträge im National Register of Historic Places im Cass County (Iowa)

Lage des Cass County in Iowa

Die Liste der Einträge im National Register of Historic Places im Cass County in Iowa führt die Bauwerke und historischen Stätten im Cass County auf, die in das National Register of Historic Places aufgenommen wurden.

## Legende
| NRHP | Historic Place             |
| NHL  | National Historic Landmark |

## Aktuelle Einträge
| [ 2 ] | Name                                          | Bild                                          | Eintragsdatum        | Lage                                                       | Ort      | Beschreibung |
| ----- | --------------------------------------------- | --------------------------------------------- | -------------------- | ---------------------------------------------------------- | -------- | --- |
| 1     | American Legion Memorial Building             | American Legion Memorial Building             | 2006 ID-Nr. 06001121 | 201 Poplar Street 41° 24′ 32″ N, 95° 0′ 50″ W              | Atlantic | 1939 im Stil des Art déco errichtetes Versammlungs- und Veranstaltungsgebäude                                                      |
| 2     | Atlantic High School                          | Atlantic High School                          | 2002 ID-Nr. 02001248 | 1100 Linn Street 41° 23′ 58″ N, 95° 0′ 25″ W               | Atlantic | 1937 im Stil der Moderne errichtetes Schulgebäude                                                                                  |
| 3     | Cass County Courthouse                        | Cass County Courthouse                        | 2003 ID-Nr. 03000819 | 5 West 7th Street 41° 24′ 12″ N, 95° 0′ 52″ W              | Atlantic | 1934 im Stil der Moderne errichtetes Justiz- und Verwaltungsgebäude des Cass County                                                |
| 4     | Charles F. and Ruth Chase House               | Charles F. and Ruth Chase House               | 1999 ID-Nr. 99000451 | 110 West 9th Street 41° 24′ 8″ N, 95° 0′ 54″ W             | Atlantic | 1915 im Stil der Prairie Houses errichtetes Wohnhaus                                                                               |
| 5     | Chicago, Rock Island & Pacific Railroad Depot | Chicago, Rock Island & Pacific Railroad Depot | 1994 ID-Nr. 94000087 | 1st Street Ecke Chesnut Street 41° 24′ 36″ N, 95° 0′ 46″ W | Atlantic | 1898 im Stil der Neorenaissance errichtetes Bahnhofsgebäude der früheren Chicago, Rock Island and Pacific Railroad                 |
| 6     | Griswold National Bank                        | Griswold National Bank                        | 1979 ID-Nr. 79003695 | Main Street Ecke Cass Street 41° 14′ 4″ N, 95° 8′ 34″ W    | Griswold | 1885 errichtetes Bankgebäude; heute Museum                                                                                         |
| 7     | George B. Hitchcock House                     | George B. Hitchcock House                     | 1977 ID-Nr. 77000500 | 63788 567th Lane 41° 18′ 11″ N, 95° 6′ 12″ W               | Lewis    | 1855–1856 errichtetes Wohnhaus des Abolitionisten George B. Hitchcock; heute Underground-Railroad-Museum; seit als NHL registriert |
| 8     | S.F. Martin House                             | S.F. Martin House                             | 1984 ID-Nr. 84001211 | 419 Poplar Street 41° 24′ 23″ N, 95° 0′ 9″ W               | Atlantic | 1873–1874 im Italianate-Stil errichtetes Wohnhaus                                                                                  |
| 9     | Job A. and Rebecca E. McWaid House            | Job A. and Rebecca E. McWaid House            | 1994 ID-Nr. 94001030 | 702 East 4th Street 41° 24′ 25″ N, 95° 0′ 5″ W             | Atlantic | Um die Jahrhundertwende in Queen-Anne-Stil errichtetes Wohnhaus                                                                    |
| 10    | Nishnabotna Ferry House                       | Nishnabotna Ferry House                       | 2001 ID-Nr. 00001676 | West Minnesota Street 41° 18′ 30″ N, 95° 5′ 38″ W          | Lewis    | 1857 errichtetes Gebäude für die Fähre über den East Nishnabotna River                                                             |